# Caledargiolestes
Caledargiolestes is een geslacht van libellen (Odonata) uit de familie van de Argiolestidae.

## Soorten
Caledargiolestes omvat 2 soorten:
- Caledargiolestes janiceae Lieftinck, 1975
- Caledargiolestes uniseries (Ris, 1915)